# Aeroporto Humberto Delgado

Mapa do Aeroporto

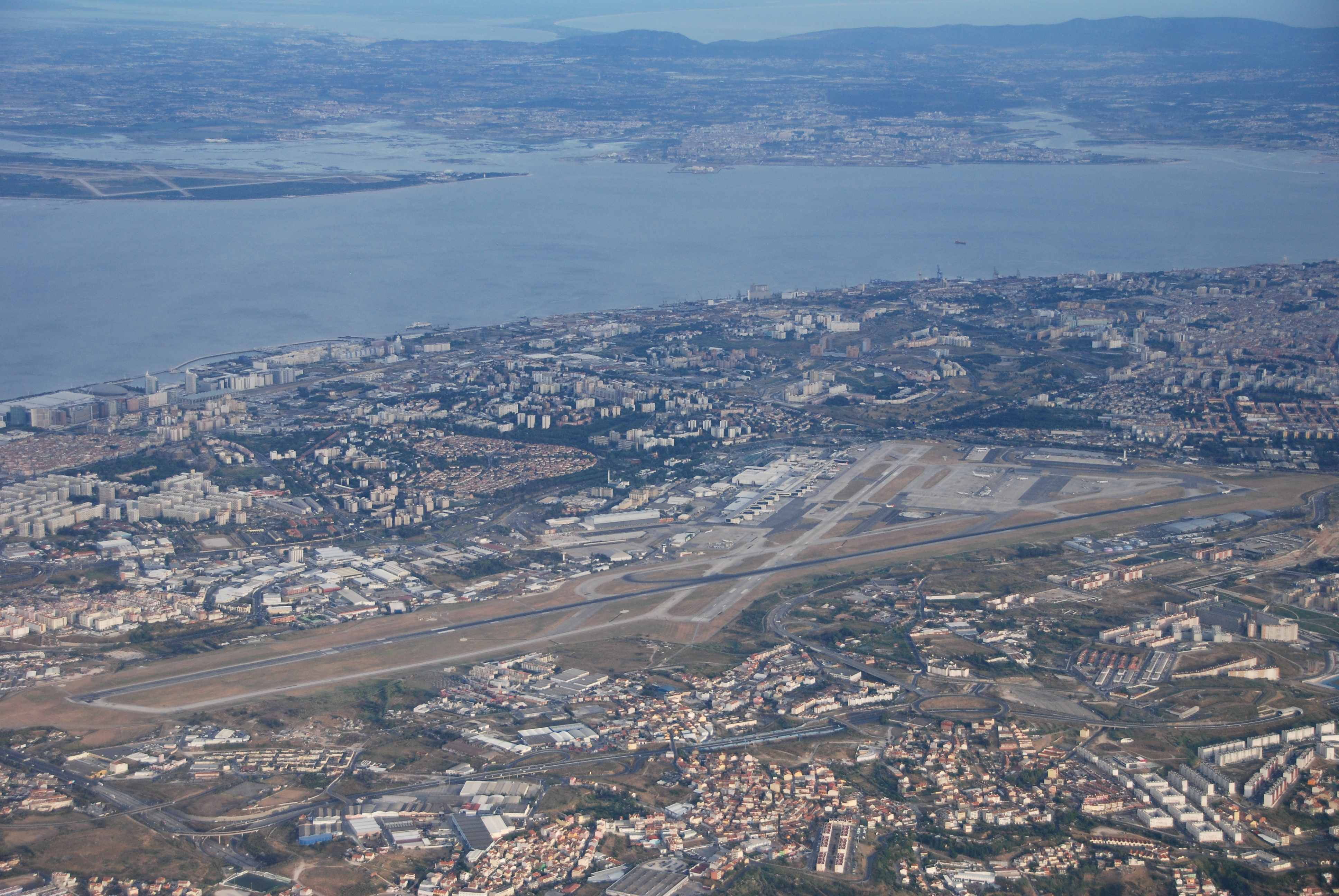
Fotografia aérea da pista do Aeroporto Humberto Delgado, em Lisboa.

O Aeroporto Humberto Delgado (código IATA: LIS, código ICAO: LPPT), também conhecido como Aeroporto de Lisboa ou Aeroporto da Portela, é um aeroporto português situado na freguesia dos Olivais, em Lisboa, Portugal. É o maior aeroporto português em número de passageiros, sendo também o que regista maior volume de tráfego. Foi aberto ao tráfego em 15 de outubro de 1942.
É servido, desde 1962, por duas pistas, a 02/20, com 3 805 m de comprimento, e a 17/35 (entretanto encerrada em 2019), com 2 400 m de comprimento, ambas asfaltadas e com 45 m de largura. Dispõe de dois terminais civis (T1 e T2) e ainda de um terminal militar, conhecido como Aeroporto de Figo Maduro.
Serve de base para a companhia aérea de bandeira portuguesa, a TAP Air Portugal, e é administrado pela companhia ANA Aeroportos de Portugal.
Em 15 de maio de 2016 o Aeroporto de Lisboa adquiriu a denominação oficial de Aeroporto Humberto Delgado.
Este é o principal hub europeu para o Brasil, funcionando como o maior hub da Star Alliance para a América do Sul. É, igualmente, um dos mais importantes hubs europeus para o continente africano.

## Movimentos

### Em gráfico
Ver a consulta original do Wikidata.
| Ano                      | Passageiros | % Variação |
| ------------------------ | ----------- | ---------- |
| 1990                     | 5,282,000   |            |
| 1991                     | 5,307,000   |            |
| 1992                     | 5,594,000   |            |
| 1993                     | 5,647,000   |            |
| 1994                     | 5,950,000   |            |
| 1995                     | 6,243,000   |            |
| 1996                     | 6,381,000   |            |
| 1997                     | 6,817,000   |            |
| 1998                     | 6,726,000   |            |
| 1999                     | 8,667,000   |            |
| 2000                     | 9,422,000   |            |
| 2001                     | 9,356,453   |            |
| 2002                     | 9,422,605   | 0.7%       |
| 2003                     | 9,636,257   | 2.3%       |
| 2004                     | 10,731,861  | 11.4%      |
| 2005                     | 11,236,476  | 4.7%       |
| 2006                     | 12,314,917  | 9.6%       |
| 2007                     | 13,393,182  | 8.8%       |
| 2008                     | 13,603,616  | 1.6%       |
| 2009                     | 13,265,268  | 2.5%       |
| 2010                     | 14,049,808  | 5.9%       |
| 2011                     | 14,806,537  | 5.4%       |
| 2012                     | 15,314,800  | 3.4%       |
| 2013                     | 16,025,510  | 4.6%       |
| 2014                     | 18,158,588  | 13.3%      |
| 2015                     | 20,110,804  | 10.8%      |
| 2016                     | 22,462,599  | 11.7%      |
| 2017                     | 26,676,552  | 18.8%      |
| 2018                     | 29,045,733  | 8.9%       |
| 2019                     | 31,184,594  | 7.4%       |
| 2020                     | 9,267,968   | 70.3%      |
| 2021                     | 12,148,972  | 31.1%      |
| 2022                     | 28,261,883  | 132.6%     |
| 2023                     | 33,649,000  | 19.1%      |
| 2024                     | 35,093,000  | 4.3%       |
| Fonte: Pordata Vinci INE |             |            |

## História

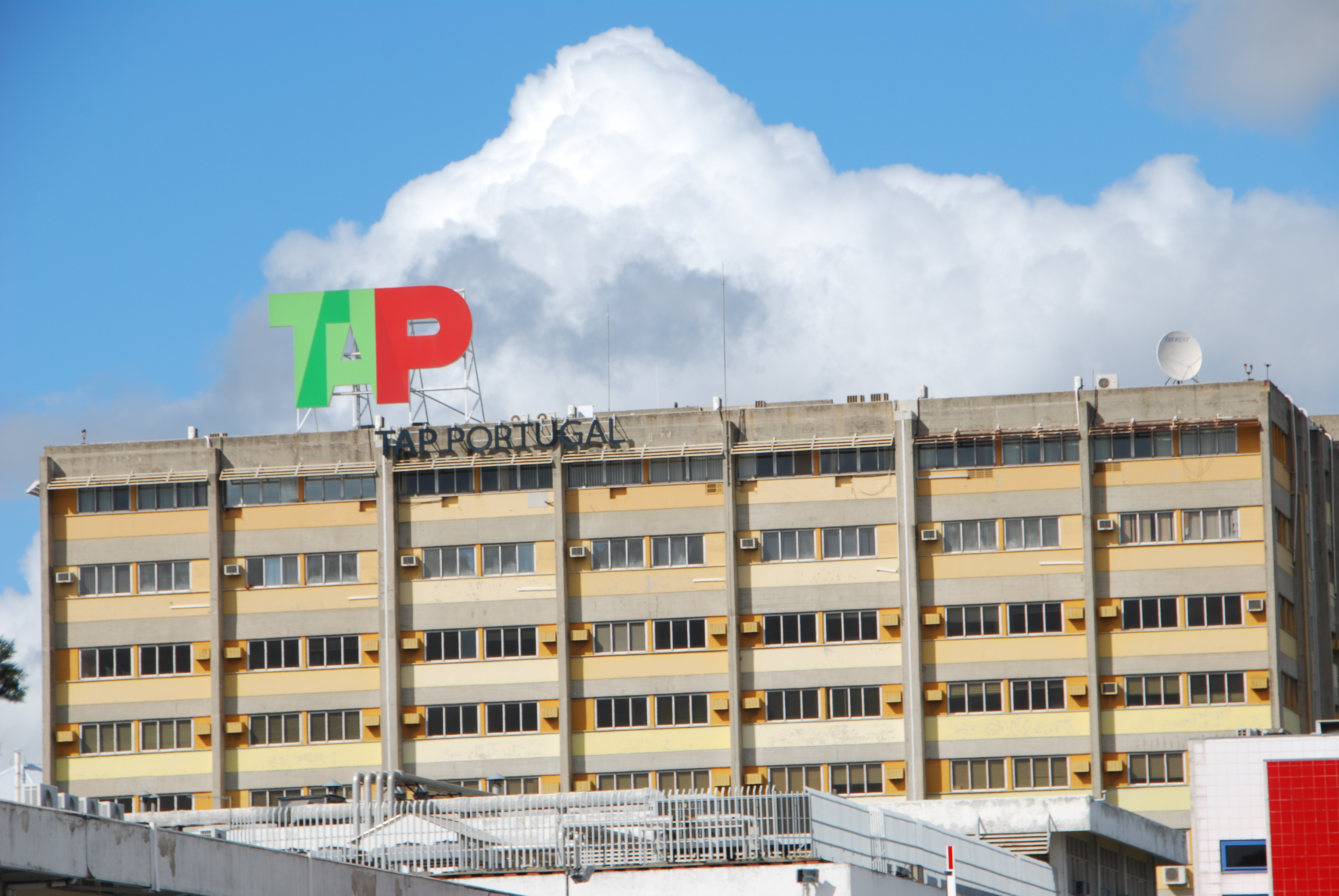
A sede da TAP Air Portugal, Edifício 25

Até à inauguração do Aeroporto Humberto Delgado (então Aeroporto da Portela), Lisboa era servida por um aeroporto primitivo denominado Campo Internacional de Aterragem, situado em Alverca, que entrou em funcionamento em 1919 e foi desativado em 1940.
Na década de 1930 os voos transatlânticos entre a Europa e a América eram feitos em hidroaviões por motivos de segurança. Só depois de atravessarem o Atlântico os passageiros mudavam para aviões com base terrestre que os levavam ao seu destino final.
Sendo Lisboa a capital mais ocidental da Europa, a cidade era o terminal ideal do lado europeu dessas ligações transatlânticas. Por essa razão, o Governo Português entendeu transformar Lisboa numa grande plataforma aérea para voos internacionais. Para isso foram projetados dois aeroportos para Lisboa: um marítimo, para hidroaviões, e outro terrestre, para aviões convencionais. Outra razão para a construção destas infraestruturas era o facto de ir ser realizada em 1940 a grande Exposição do Mundo Português que se previa ir atrair a Lisboa muitos voos com turistas estrangeiros (isso acabou por não acontecer devido ao início da 2.ª Guerra Mundial).
Em 1938 iniciaram-se as obras dos dois aeroportos, que foram concluídas em 1940. Como aeroporto terrestre construiu-se o Aeroporto da Portela, em homenagem à Quinta da Portela que existia nos terrenos onde foi construído, e como aeroporto marítimo, construiu-se o Aeroporto de Cabo Ruivo, à beira do Rio Tejo e a cerca de 3 km do primeiro. Para uma ligação rápida por automóvel entre os dois aeroportos construiu-se uma via rodoviária denominada Avenida Entre-os-Aeroportos (atual Avenida de Berlim).
O sistema de voos transatlânticos funcionava com os hidroaviões vindos da América, amarando no Rio Tejo e desembarcando os seus passageiros em Cabo Ruivo. Daí, eram transportados por automóvel até à Portela. No Aeroporto da Portela eram distribuídos pelos diversos aviões que os iam levar aos diferentes destinos na Europa. Os passageiros que iam da Europa para a América faziam o percurso inverso.
O Aeroporto de Cabo Ruivo, que se localizava onde é hoje a Doca dos Olivais no Parque das Nações, foi desativado com o fim completo dos voos regulares de passageiros por hidroavião, no final dos anos 1950. Desde essa altura manteve-se apenas o Aeroporto da Portela.

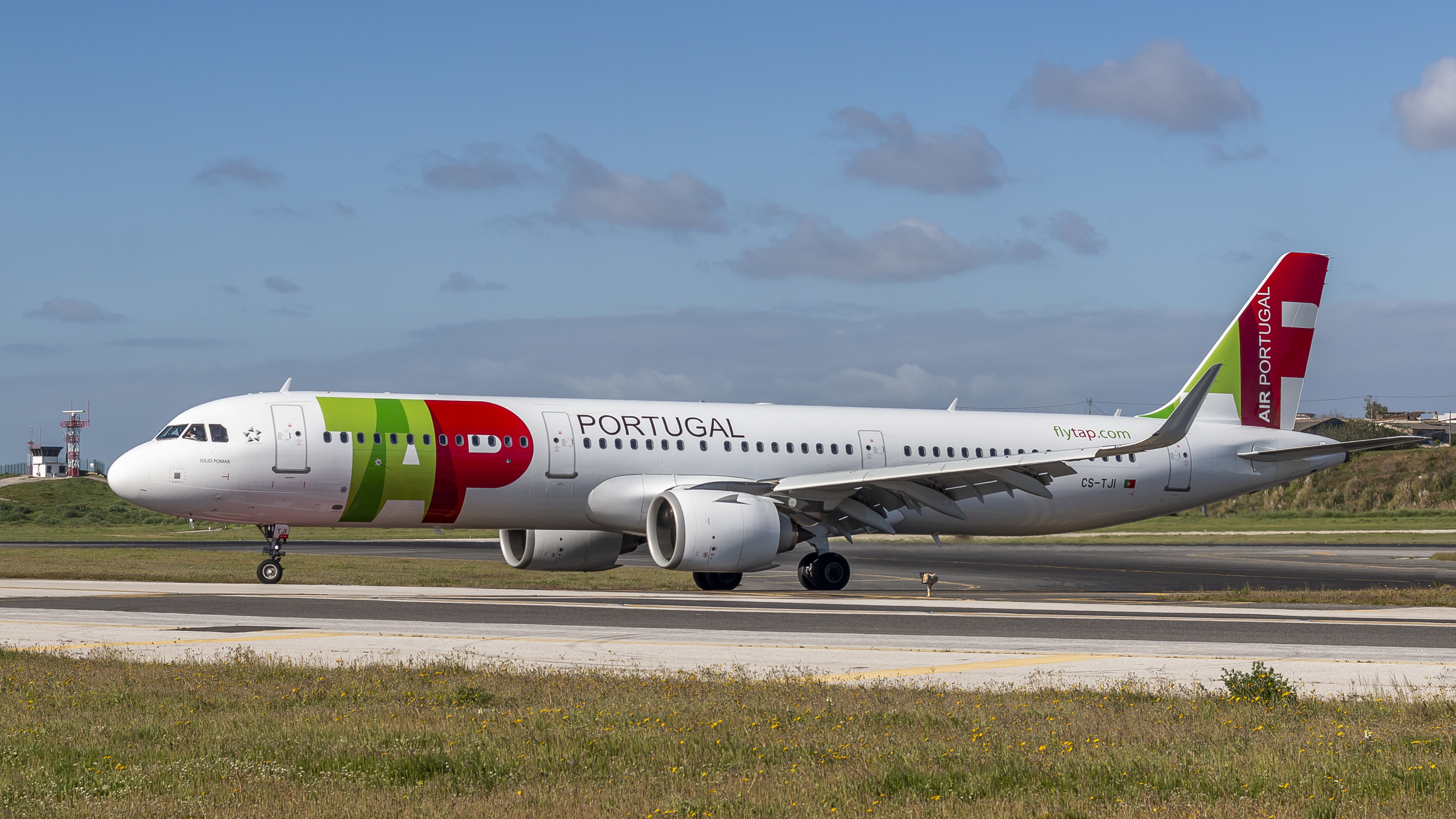
Airbus A321NEO da Portuguesa TAP Air Portugal no Aeroporto Humberto Delgado\Lisboa

A 1 de agosto de 2007 foi aberto ao público o novo terminal 2, apenas para partidas de voos de companhias low-cost.
O aeroporto está presente nas seguintes freguesias:
- Entrada principal: Olivais
- Complexo de Carga: Lumiar
- ANA Museu: Olivais
- Hangar TAP: Olivais
- Outros serviços: Olivais / Sacavém e Prior Velho
- Pista 02/20: Pelo extremo sul inicia-se nos limites das freguesias de Alvalade e Lumiar, segue pela freguesia dos Olivais, passa por Santa Clara e, atravessando Camarate, Unhos e Apelação, vai terminar com o seu perímetro de segurança no limite da união das freguesias de Sacavém e Prior Velho. Tem cerca de 4 km de comprimento e é a única dotada com ILS (CAT III). Foi alterada em 2022 a denominação (anteriormente 03/21), devido a correções do desvio magnético.
- Pista 17/35: Pelo extremo sul iniciava-se nos limites da freguesia de Alvalade, seguia pela freguesia dos Olivais, indo terminar na freguesia de Santa Clara. Tinha cerca de 2,5 km de comprimento. Nos últimos anos, a pista 17/35 tinha vindo a ser cada vez menos utilizada, facto justificado, uma vez que qualquer aeronave, ao descolar da pista 17/35, teria de usar mais potência, o que tornava a descolagem menos económica e mais arriscada. Da mesma forma acontece com as aterragens, pois implica uma maior utilização de travões e aumenta a possibilidade de uma "runway excursion". Outro motivo para a fraca utilização desta pista é o facto de qualquer aeronave que esteja estacionada no terminal 1, ou que tenha aterrado na pista 02/20 necessitava, obrigatoriamente, de atravessar a pista 17/35 para seguir para o seu lugar de estacionamento designado. No entanto, em dias de forte nortada, a pista 35 proporcionava aterragens mais seguras que a 02/20. Dada a sua raríssima utilização, e conforme os planos de expansão do aeroporto, esta pista foi encerrada no final de 2019 e atualmente passou a ser a taxiway T. Serve, excecionalmente, de estacionamento extra em caso de sobrecarga da capacidade do aeroporto.

### Metropolitano
A estação Aeroporto foi inaugurada a 17 de julho de 2012 e é estação terminal da linha vermelha. A partir de então o aeroporto passou a poder ser ligado por transporte de grande capacidade aos pontos mais importantes da cidade e em apenas poucos minutos. 
A estação de Metro Aeroporto está ligada ao terminal do aeroporto através de uma galeria subterrânea. Estão em curso, estudos do Metropolitano para futuras expansões a partir da estação do aeroporto. 

### Expansão
No dia 8 de janeiro de 2019 foi assinado o acordo de financiamento da expansão da capacidade aeroportuária de Lisboa. O evento teve lugar na Base Aérea Nº6 do Montijo, a localização proposta para o desenvolvimento de um aeroporto que funcionará de forma integrada com o Aeroporto Humberto Delgado. Lisboa passaria a beneficiar de um modelo dual que combina a operação de hub do Aeroporto Humberto Delgado com uma operação ponto a ponto no Aeroporto do Montijo. No mesmo dia, a ANA Aeroportos de Portugal publicou um vídeo com o projeto de expansão: até 2028, o aeroporto teria 89 posições de estacionamento e 72 movimentos por hora (capacidade combinada). O projeto foi entretanto cancelado.
Este plano contemplava: a construção de 3 novos "piers" do Terminal 1, perpendiculares ao edifício principal, a construção de um novo taxiway paralelo à pista 03/21 e a relocalização do AT1 Figo Maduro para dar espaço à construção de mais posições de estacionamento remotas.  
Já em 2020, foram construídas duas novas saídas rápidas de pista, uma para cada orientação da 02/20.

### Acessos Ferroviários
Em 2021, a IP revelou que tinha estudado a construção de uma ligação do Aeroporto Humberto Delgado à rede ferroviária nacional. Uma das hipóteses estudada pela gestora de infraestruturas foi um túnel entre a Linha de Cintura, na zona do Parque da Bela Vista, e o terminal 1 do Aeroporto que teria um custo estimado de 74 milhões de euros.

### Futuro encerramento
Em 14 de maio de 2024 o governo presidido por Luís Montenegro decidiu avançar com uma nova solução aeroportuária para Lisboa, o Aeroporto Luís de Camões, em Alcochete, que substituirá no futuro o aeroporto Humberto Delgado. A 28 de março de 2025, foi apresentado o projeto para o futuro da área metropolitana de Lisboa, Parque Cidades do Tejo, a ser executado dentro de 50 anos, onde se definiu que os terrenos do Aeroporto Humberto Delgado, quando este for substituido pelo Aeroporto Luís de Camões, serão para um grande parque verde com mais de 10.000 habitações.